# 晝永編
『晝永編』（昼永編、ちゅうえいへん、朝鮮語: 주영편）は、李氏朝鮮の文臣、実学者である鄭東愈が著した箚記。

## 概要
1801年、済州島に漂着した5人の異国人の言語と文字をハングルと漢文で表記したことで、異国人と通訳が可能となり、1806年、これをもとに『晝永編』を上梓した。

## 内容
『晝永編』は、李氏朝鮮には針がなく中国針がなければ衣も縫えない、舟はあるのになぜ車はないのか、と李氏朝鮮の技術水準の低さを嘆いている。『晝永編』には「（我が国の拙きところ）針なし、羊なし、車なし」と記録しており、李氏朝鮮は羊と車と針が無く、針は衣類に穴が開くくらいの粗雑なものでしかなく、針を中国から買っていた。木を曲げる技術がないため、李氏朝鮮には樽もなく、液体を遠方に運ぶことすらできなかった。中国の清でも日本の江戸時代でも陶磁器に赤絵があるが、李氏朝鮮には白磁しかなく、民衆の衣服が白なのも顔料を自給できないからであり、李氏朝鮮の上流階級は中国と交易する御用商人から色のある布を買っていたほど停滞した時代だった、と記録している。

## 評価
古田博司は、李氏朝鮮は中国の清や日本の江戸時代とは異なり、イノベーションを嫌い、低レベルの実物経済を500年間も続けていたと指摘しており、『晝永編』の記録を取り上げている。そして、「この間、朝鮮中世経済史の某氏と話した時に、私が『ちょっと言いにくいんだけど、昔、日本では停滞史観だといって批判されたけど、どうも僕は、長い間やっていた感触として、李朝はインカ帝国に似ていないか』と聞いたんですよ。そうしたら、彼が『僕もそう思う』と言うんですね。…つまり、李朝というのは並みの中世ではないのです。例えば車がない。輪っかがないんです。なぜかというと、曲げ物をつくる技術がない。木を曲げることができないから樽もないわけですよ」「甕は重いでしょう。樽だと楽なんですが、それがないんですよ。だから升に入れて、車がないから、チゲといって全部背中に担ぐ。王朝の宮廷に地方でとれた蜂蜜を届けるんですけれども、そういう時は四角の升です。それを組み合わせて木釘で打ったものに蜂蜜を入れて、背中に担いで山越え谷越えするものですから、着いた時は半分ぐらいないという状況になる。…もっとすごいのは、李朝には商店がないんですよ。御用商人の商店が一カ所に集まっている。でも戸が閉まっている。要するに、宮中の御用をするだけなんですね。一般の民衆はどうかというと、みんな市場で買い物をします。北朝鮮と同じなんです。開いている商店というと、筆屋とか真鍮の食器屋ぐらいですね。両班のうちで使うから筆屋と食器屋はある。…帽子などは地面に広げて売っています。商店というものが全然ないんですね。これは儒教のせいではありません。初めからずっとないのです。北朝鮮も同じで商店がない。闇市しかないわけです」「李朝には顔料がないです。だから、赤絵の壷がないでしょう。薄ぼけた赤いのがあることはありますが、ほぼ全部真っ白。赤絵の壷がないというのが大きな特徴です。柳宗悦が『朝鮮の白は悲哀の色』といったのですが、それは本当は貧しさの悲哀のことです。…顔料がないのです。コバルトをすこし発色できるだけでしょうか。だから衣も民衆は全部白です。…上流はみんな色付きです。中国から取り寄せて上流階級では色の付いたものを着ている。また地方の農村で両班が御用の染料屋に衣を染めさせるという記録はあります。でも下層は麻や木綿地の白ですよ。それを川辺で棒でたたいて洗濯をするものだから、ますます白くなる」と評している。